# Longsheng, Qijiang
Longsheng (kinesiska: 隆盛) är en köping i sydvästra Kina. Den ligger i stadsdistriktet Qijiang i storstadsområdet Chongqing, omkring 58 kilometer sydost om det centrala stadsdistriktet Yuzhong. Antalet invånare är 30 661. Befolkningen består av 14 818 kvinnor och 15 843 män. Barn under 15 år utgör 17,0 %, vuxna 15-64 år 67 %, och äldre över 65 år 15,0 %.